# Azur (супутник)
Azur (також GRS A або GRS 1) — перший супутник, розроблений у Німеччині. Він слугував Федеративній Республіці Німеччини як вихідна точка для космічних досліджень і коштував близько 80 мільйонів німецьких марок (що відповідає приблизно 170 мільйонам теперішніх євро).
Для його розробки Федеральне міністерство науки і досліджень уклало угоду про співпрацю з космічним НАСА. Так як корисне навантаження всього 71 кг, то з великої кількості надісланих пропозицій можна було врахувати лише кілька експериментів, спрямованих на дослідження космічного випромінювання поблизу Землі.

## Хід місії
Azur був запущений 8 листопада 1969 року о 1:52 UTC чотириступінчастою ракетою-носієм Скаут-B з бази Ванденберг у США. Висота орбіти була між 383 км і 3145 км, нахил до екватора 103°. 15 листопад 1969 року супутник перейшов під управління нещодавно побудованого Німецького центру космічного управління в Оберпфаффенгофені, який належить Німецькому науково-дослідному та експериментальному інституту аеронавтики та астронавтики (сьогодні Німецький аерокосмічний центр).
Супутник працював сім місяців, до 29 червня 1970 року, хоча запланований строк експлуатації становив один рік. До 2022 року через залишковий атмосферний опір перигей орбіти знизився до 351 км, а апогей — до 1201 км.
Azur став важливим технологічним досягненням для німецької космонавтики і навчив учасників проєкту американським методам роботи з замовленнями.
Керівником проєкту був Антс Куцер, а відповідальною особою за корисне навантаження — Ерхард Кепплер з Інституту аерономії Макса Планка в Катленбурзі-Ліндау.